# Elatha
Elatha – postać z mitologii celtyckiej, syn Delbaeth, wód Fomoraigów, ojciec Bresa.
W przeciwieństwie do reszty Fomorian był przystojnym blondynem. Pewnego razu spotkał nad brzegiem morza boginię Éri z którą spłodził Bresa. Gdy Bres utracił władzę nad swym plemieniem udał się do swych rodziców po pomoc jednak było już za późno i w drugiej bitwie pod Magh Tuireadh Fomorianie zostali pokonani i wygnani z Irlandii.